# Psycho Realm
Psycho Realm – amerykańska grupa muzyczna wykonująca hip-hop, powstała w 1989 roku w Los Angeles. Zespół został założony przez braci Joaquína „Sick Jacken” i Gustavo „Big Duke” Gonzálezów, pochodzących z Mazatlán w Meksyku, a wychowanych w dzielnicy Pico-Union w Los Angeles. Twórczość Psycho Realm charakteryzuje się mrocznym brzmieniem, tekstami o tematyce społeczno-politycznej i silnym zakorzenieniem w kulturze latynoskiej oraz chicano.

## Historia
W 1993 roku, podczas występu na Olvera Street w Los Angeles, duet został dostrzeżony przez rapera B-Reala z zespołu Cypress Hill. Zainteresowanie B-Reala zaowocowało jego dołączeniem do grupy oraz współprodukcją debiutanckiego albumu The Psycho Realm, wydanego w 1997 roku przez Sony Music. Płyta zdobyła uznanie w środowisku undergroundowego hip-hopu, dzięki surowemu brzmieniu i bezkompromisowemu przekazowi.
Wkrótce po premierze albumu doszło do konfliktu z wytwórnią Sony na tle cenzury treści, co skłoniło grupę do założenia niezależnego labelu – Sick Symphonies. Kolejne wydawnictwa zespołu ukazywały się już poza strukturami dużych wytwórni.

## Tragiczne wydarzenia
W 1999 roku Big Duke został postrzelony w szyję, gdy próbował rozdzielić uliczną bójkę. Postrzał spowodował uszkodzenie rdzenia kręgowego i paraliż od szyi w dół. Choć przestał występować i nagrywać, pozostał członkiem zespołu w wymiarze symbolicznym. W tekstach i wywiadach Sick Jacken wielokrotnie nawiązywał do brata, oddając mu hołd i podkreślając jego znaczenie dla formacji.

## Styl i przekaz
Psycho Realm znani są z mrocznej, minimalistycznej produkcji oraz tekstów poruszających kwestie przemocy gangowej, korupcji w policji (m.in. skandal Rampart), biedy i marginalizacji społecznej. Muzyka zespołu zawiera silne przesłanie polityczne i duchowe. Sami artyści określają swoją twórczość jako „rap reporterski”, ukazujący realia życia w zaniedbanych dzielnicach Los Angeles.

## Działalność po 2000 roku
Po wydarzeniach z 1999 roku Sick Jacken kontynuował działalność artystyczną, współpracując z wieloma artystami sceny hip-hopowej, w tym z DJ Muggsem (Cypress Hill), Cyniciem oraz DJ F.M.-em. Wspólnie wydali m.in. The Legend of the Mask and the Assassin (2007). Psycho Realm zyskał status kultowego, zwłaszcza w społecznościach latynoskich i chicano w Stanach Zjednoczonych.
Obecnie Sick Jacken i Cynic działają pod szyldem Psycho Realm, koncertując międzynarodowo i wydając niezależne materiały. W mediach społecznościowych utrzymują aktywny kontakt z fanami.

## Dyskografia (wybrane albumy)
- 1997 – The Psycho Realm
- 1998 – The Unreleased CD
- 2000 – A War Story Book I
- 2003 – A War Story Book II
- 2005 – Sickside Stories
- 2007 – The Legend of the Mask and the Assassin
- 2021 – A Pandemic Story